# ニトベミノガ
ニトベミノガ (Mahasena aurea) は、ミノガ科の蛾の一種である。本州、四国、九州、対馬、屋久島、奄美大島、徳之島、沖縄諸島に分布し、リンゴの果実・柿の葉・クヌギなどを食べる。幼虫では体長1 - 2 cmと小さいものもいる。小枝や葉を付着させだんだんと蓑を大きくしていくが、その際に、自分の頭部の脱皮殻を蓑の一部に織り込むという変わった習性がみられる。蓑の頂上部分から排泄物を外へだす。成虫は6月から7月頃に出現する。
和名の「ニトベ」は、昆虫学者の新渡戸稲雄に由来する。